# Jean Pierre Solié
Jean Pierre Solié (eigenlijk: Jean-Pierre Soulier) (ook: Solier, Sollié) (Nîmes, Provence, 1755 – Parijs, 6 augustus 1812) was een Frans componist, cellist en zanger.

## Levensloop
Solié was koorknaap aan de kathedrale van Nîmes in de Provence. Van zijn vader kreeg hij celloles en hij speelde al spoedig in lokale theaters. Maar eerst werd hij zanger en had zijn debuut in 1778. Vanaf 1787 was hij als zanger aan de Opéra Comique in Parijs werkzaam en werd de eerste bariton solist. Vele van de solo-partijen in de opera's van Étienne Nicolas Méhul waren voor hem geschreven.
Op 33-jarige leeftijd begon hij te componeren. Vanaf 1790 had hij ook succes als opera-componist. Later slot hij zich ook die groep om François-Joseph Gossec aan, die revolutie-muzieken schreven.

## Composities

### Werken voor harmonieorkest
- Pas de manœuvre

### Muziektheater

#### Opera's
| Voltooid in | titel | aktes   | première                                               | libretto |
| ----------- | --- | ------- | ------------------------------------------------------ | --- |
| 1783        | Le Séducteur | 5 aktes | 4 november 1783, Fontainebleau                         | Georges-François de Bièvre                                                                                   |
| 1789-1790   | L'Époux généreux ou Le Pouvoir des procédés | 1 akte  | 15 februari 1790, Parijs, Opéra Comique (Salle Favart) | Jean-Elie-Bédéno Dejaure                                                                                     |
| 1790        | Les Fous de Médine ou La Rencontre imprévue, (samen met: Henri Montan Berton e. a.) | 3 aktes | 1 mei 1790, Parijs, Opéra-Comique (Salle Favart)       | Louis Dancourt                                                                                               |
| 1790        | L'Incertitude maternelle ou Le Choix impossible | 1 akte  | 29 mei 1790, Parijs, Opéra Comique (Salle Favart)      | Jean-Elie-Bédéno Dejaure                                                                                     |
| 1792        | Le Franc Breton ou Le Négociant de Nantes, (samen met: Rudolphe Kreutzer) | 1 akte  | 3 november 1792, Parijs, Opéra Comique (Salle Favart)  | Jean-Elie-Bédéno Dejaure                                                                                     |
| 1792        | Jean et Geneviève | 1 akte  | 3 december 1792, Parijs, Opéra Comique (Salle Favart)  | Edmond Guillaume François de Favières                                                                        |
| 1793        | L'École de village | 1 akte  | 10 mei 1793, Parijs, Opéra Comique (Salle Favart)      | Sewrin, pseudoniem van Charles-Augustin de Bassompierre                                                      |
| 1793        | La Moisson | 2 aktes | 5 september 1793, Parijs, Opéra Comique (Salle Favart) | Sewrin, pseudoniem van Charles-Augustin de Bassompierre                                                      |
| 1793-1794   | Le Plaisir et la gloire | 1 akte  | 19 januari 1794 Parijs, Opéra Comique (Salle Favart)   | Sewrin, pseudoniem van Charles-Augustin de Bassompierre                                                      |
| 1794        | Le Congrès des rois; (samen met: Henri Montan Berton, Matthieu Frédéric Blasius, Luigi Cherubini, Nicolas-Marie Dalayrac, Prosper-Didier Deshayes, François Devienne, André Ernest Modeste Grétry, Louis Emmanuel Jadin, Rudolphe Kreutzer, Étienne Nicolas Méhul en Armand-Emmanuel Trial) | 3 aktes | 26 februari 1794, Parijs, Opéra Comique (Salle Favart) | Desmaillots, pseudoniem van Antoine-François Ève) en Sewrin, pseudoniem van Charles-Augustin de Bassompierre |
| 1796        | La Soubrette ou L'Étui de harpe | 1 akte  | 6 januari 1796, Parijs, Opéra Comique (Salle Favart)   | François-Benoît Hoffman                                                                                      |
| 1796        | Le Secret | 1 akte  | 20 april 1796, Parijs, Opéra Comique (Salle Favart)    | François-Benoît Hoffman                                                                                      |
| 1796        | Azelina | 3 aktes | 5 december 1796, Parijs, Théâtre Feydeau               | François-Benoît Hoffman                                                                                      |
| 1797        | Les Trois Tantes |         | niet uitgevoerd                                        | René-Charles Guilbert de Pixérécourt                                                                         |
| 1797        | Victor |         | niet uitgevoerd                                        | René-Charles Guilbert de Pixérécourt                                                                         |
| 1798        | La Femme de quarante-cinq ans | 1 akte  | 19 november 1798, Parijs, Opéra Comique (Salle Favart) | François-Benoît Hoffman                                                                                      |
| 1799        | Le Chapitre second | 1 akte  | 17 juni 1799, Parijs, Opéra Comique (Salle Favart)     | Emmanuel Dupaty pseudoniem van Louis Emmanuel Felicité Charles Mercier                                       |
| 1800        | Une matinée de Voltaire ou La Famille Calas à Paris | 1 akte  | 22 mei 1800, Parijs, Opéra Comique (Salle Favart)      | Jean-Baptiste Pujoulx                                                                                        |
| 1800        | Une nuit d'été ou Unn peu d'aide fait grand bien | 1 akte  | 7 juni 1800, Parijs, Opéra Comique (Salle Favart)      | Nicolas Gersin                                                                                               |
| 1800        | Oui ou Le Double vendez-vous | 1 akte  | 29 augustus 1800, Parijs, Opéra Comique (Salle Favart) | Jean-François-Thomas Goulard                                                                                 |
| 1800        | La Rivale d'elle-même | 1 akte  | 3 oktober 1800, Parijs, Opéra Comique (Salle Favart)   | Jacques-Maximilien-Benjamin Bins de Saint-Victor                                                             |
| 1800        | La Pluie et le beau temps ou L'Été de l'an VIII | 1 akte  | 17 november 1800, Parijs, Opéra Comique (Salle Favart) | Emmanuel Dupaty pseudoniem van Louis Emmanuel Felicité Charles Mercier                                       |
| 1801        | Le Petit Jacquot | 1 akte  | 27 april 1801, Parijs, Théâtre des Jeunes Artistes     | Alexandre |
| 1801        | Quatre Maris pour un | 1 akte  | 27 april 1801, Parijs, Opéra Comique (Salle Favart)    | René-Charles Guilbert de Pixérécourt                                                                         |
| 1801-1802   | Plutarque | 1 akte  | 20 januari 1802, Parijs, Théâtre Feydeau               | François-Pierre-Auguste Léger en René-André-Polydore Allisan de Chazet                                       |
| 1802-1803   | Le Séducteur amoureux | 3 aktes | 25 januari 1803, Parijs, Théâtre Français              | Charles de Longchamp                                                                                         |
| 1803        | Henriette et Verseuil | 1 akte  | 30 juli 1803, Parijs, Théâtre Feydeau                  | Guillet en Eugène Hus                                                                                        |
| 1804        | Louise ou La Malade par amour | 1 akte  | 16 april 1804, Parijs, Théâtre Feydeau                 | François-Benoît Hoffman                                                                                      |
| 1804        | L'Oncle et le neveu | 1 akte  | 26 november 1804, Parijs, Théâtre Montansier           | André-Joseph Grétry                                                                                          |
| 1804-1805   | Les Deux Oncles | 1 akte  | 3 januari 1805, Parijs, Opéra Comique (Salle Favart)   | André-Joseph Grétry en Nicolas-Julien Forgeot                                                                |
| 1805        | Chacun son tour | 1 akte  | 26 oktober 1805, Parijs, Théâtre Feydeau               | Justin-Marie-Alexis Gensoul                                                                                  |
| 1807        | L'Opéra au village | 1 akte  | 30 juli 1807, Parijs, Théâtre Feydeau                  | Sewrin, pseudoniem van Charles-Augustin de Bassompierre                                                      |
| 1807        | L'Amante sans le savoir | 1 akte  | 1807, Parijs, Théâtre Feydeau                          | Auguste Creuzé de Lesser                                                                                     |
| 1808        | Anna ou Les Deux Chaumières | 1 akte  | 20 februari 1808, Parijs, Théâtre Feydeau              | Sewrin, pseudoniem van Charles-Augustin de Bassompierre                                                      |
| 1808        | Mademoiselle de Guise | 3 aktes | 17 maart 1808, Parijs, Théâtre Feydeau                 | Emmanuel Dupaty pseudoniem van Louis Emmanuel Felicité Charles Mercier                                       |
| 1808        | Le Hussard noir | 1 akte  | 10 december 1808, Parijs, Théâtre Feydeau              | Emmanuel Dupaty pseudoniem van Louis Emmanuel Felicité Charles Mercier                                       |
| 1809        | Le Diable à quatre ou La Femme acariâtre | 3 aktes | 30 november 1809, Parijs, Théâtre Feydeau              | Auguste Creuzé de Lesser, naar Michel-Jean Sedaine                                                           |
| 1811        | La Victime des arts ou La Fête de famille, (samen met: Nicolas Isouard en Henri Montan Berton) | 2 aktes | 27 februari 1811, Parijs, Théâtre Feydeau              | Louis-Marie d'Estourmel                                                                                      |
| 1811        | Les Ménestrels | 3 aktes | 27 april 1811, Parijs, Théâtre Feydeau                 | Jacques Antoine de Révéroni Saint-Cyr                                                                        |